# 丹尼尔·尤尔
丹尼尔·尤尔（英語：Daniel Yule，1993年2月18日—），瑞士男子高山滑雪运动员。他曾代表瑞士参加2014年、2018年和2022年冬季奥林匹克运动会高山滑雪比赛，其中2018年冬季奥运会获得一枚金牌。